# 26. srpnja
26. srpnja (26. 7.) 207. je dan godine po gregorijanskom kalendaru (208. u prijestupnoj godini).
Do kraja godine ima još 158 dana.

## Događaji
- 1847. – proglašena prva nezavisna država u Africi, Liberija
- 1887. – Lazar Ludvig Zamenhof je izdao prvu knjigu o esperantu na ruskom jeziku
- 1891. – Francuska izvrsila aneksiju Tahitija
- 1909. – jezična naredba kojom se hrvatski jezik u potpunosti uvelo kao službeni jezik u Dalmaciji; primjena odluke je počela tek od 1. siječnja 1912.
- 1941. – predsjednik SAD-a Franklin Delano Roosevelt zamrznuo svu japansku imovinu u SAD-u i time obustavio američko-japansku trgovinu
- 1941. – Nezavisna Država Hrvatska uvela kunu kao državnu valutu[1]
- 1947. – spomenik banu Jelačiću uklonjen sa središnjeg zagrebačkog trga
- 1953. – Fidel Castro poveo ustanak protiv režima Fulgencija Batiste
- 1963. – Katastrofalni potres pogodio je Skoplje. Poginulo je 1066 osoba, a materijalna šteta bila je procijenjena na ondašnjih 500 milijuna američkih dolara
- 1990. – Zakonom o Hini, usvojenom u Hrvatskom saboru, utemeljena Hrvatska izvještajna novinska agencija (HINA)
- 2001. – na relaciji Zagreb-Split pušten u promet prvi nagibni vlak
- 2004. – Haški sud podignuo optužnicu protiv Ante Gotovine
- 2022. – Svečano otvoren Pelješki most

| - 1030. – Stanislav Krakovski, poljski svetac († 1079.) - 1612. – Murat IV., osmanski sultan († 1640.) - 1678. – Josip I., njemačko-rimski car, ugarsko-hrvatski i češki kralj († 1711.) - 1825. – Franc Šbül, slovenski pjesnik i katolički svećenik u Mađarskoj († 1864.) - 1842. – Alfred Marshall, britanski ekonomist († 1924.) - 1855. – Ferdinand Tönnies, njemački sociolog († 1936.) - 1856. – George Bernard Shaw, englesko-irski pisac († 1950.) - 1865. – Philipp Scheidemann, njemački političar († 1939.) - 1875. – Carl Gustav Jung, švicarski psiholog i psihijatar († 1961.) - 1875. – Antonio Machado, španjolski pjesnik († 1939.) - 1880. – Volodymyr Vynnyčenko, ukrajinski pisac, dramaturg i politički aktivist († 1951.) - 1893. – George Grosz, njemački, slikar, grafičar i karikaturist († 1959.) - 1894. – Aldous Leonard Huxley, engleski književnik († 1963.) - 1928. – Stanley Kubrick, američki filmski redatelj († 1999.) - 1943. – Mick Jagger, britanski glazbenik - 1964. – Sandra Bullock, američka filmska glumica - 1974. – Željko Sopić, hrvatski nogometni trener - 1975. – Anita Matić, hrvatska glumica - 1980. – Andrej Dojkić, hrvatski glumac | - 432. – Celestin I., papa - 811. – Nikefor I., bizantski car (* 760.) - 1471. – Pavao II., papa - 1630. – Karlo Emanuel I. Veliki, savojski vojvoda (* 1562.) - 1867. – Oton I., grčki kralj (* 1815.) - 1900. – Josip Torbar, hrvatski znanstvenik (* 1824.) - 1925. – Gottlob Frege, njemački matematičar i fizičar (* 1848.) - 1934. – Winsor McCay, američki autor stripova i pionir animiranog filma (* 1869.) - 1952. – Eva Perón, bivša prva dama Argentine (* 1919.) - 1962. – George Preca, malteški svetac (* 1880.) - 1984. – George Horace Gallup, američki sociolog i statističar (* 1901.) - 1984. – Edward Gein, američkih serijskih ubojica (* 1906.) - 1986. – Averell Harriman, američki političar (* 1891.) - 2013. – Sung Jae-ki, južnokorejski aktivist za ljudska prava (* 1967.) |

## Blagdani i spomendani
- Dan grada Samobora
- Dan svetih Joakima i Ane (katoličanstvo)

## Imendani
1. ↑  U NDH uvedena kuna